# 不及物格
不及物格（英語：Intransitive case，简称 INTR）是一个语法格，常见于及物格语言和三分型语言，用来标记不及物动词的变元。